# Luke Hawx
Oren Hawxhurst (nacido el 8 de julio de 1981) es un luchador profesional, promotor de lucha libre profesional, actor y doble de acción estadounidense. Es mejor conocido bajo el nombre de ring Luke Hawx y también es conocido por su tiempo en Xtreme Pro Wrestling bajo el nombre de ring Altar Boy Luke, además de ser el fundador y actual CEO de Wildkat Sports. Ha aparecido en éxitos de taquilla como Logan y The Fate of the Furious. También trabaja como consultor en la serie de televisión de Starz Heels.

## Carrera de lucha libre profesional

### Xtreme Pro Wrestling (1999–2009)
Después de asistir regularmente a espectáculos de lucha libre independientes durante su adolescencia, conoció a "Vicious Vic" Grimes. Después de mantenerse en contacto con él, Hawxhurst finalmente recibió entrenamiento completo de Grimes. En 1999, Hawxhurst hizo su debut en la lucha libre profesional en Pensacola, Florida, como Perry Douglas contra Lightning Kid Jerry Riner. Poco después, realizó una gira por el circuito independiente de Estados Unidos antes de firmar un contrato con Xtreme Pro Wrestling. Tras su debut en XPW, Hawxhurst, bajo el nombre de Altar Boy Luke, fue colocado en un equipo con Altar Boy Matthew para formar The Altar Boys. Para enfatizar aún más sus personajes, tanto Lucas como Mateo se afeitaron la cabeza y vistieron túnicas blancas de predicación.
Después de que Matthew dejó XPW debido a problemas familiares, Luke comenzó a competir como luchador individual y participó en el Torneo King of the Deathmatch final para determinar el nuevo Campeón del King of the Deathmatch. Ganó su encuentro de primera ronda al vencer a Vinnie Massaro, pero perdió ante Supreme en la segunda ronda. A pesar de perder el torneo, Luke se enfrentó a Supreme en un combate Bed of Light Tubes y Barbed Wire en el evento Fallout el 5 de octubre y lo derrotó para ganar el título de Rey del Deathmatch. El 21 de diciembre en el evento Merry F'n X-Mas, Luke volvió a perder el título ante Supreme en un House of Horrors Match.
El 24 de mayo de 2008 en el evento de reunión de XPW, Cold Day In Hell, Hawx derrotó a Jack Evans y Scorpio Sky en una lucha a tres bandas. El 22 de agosto de 2009 en el show del décimo aniversario de XPW, Hawx y Sky derrotaron a Matt Cross y Tool en una lucha por equipos.

### Circuito independiente (2003-presente)

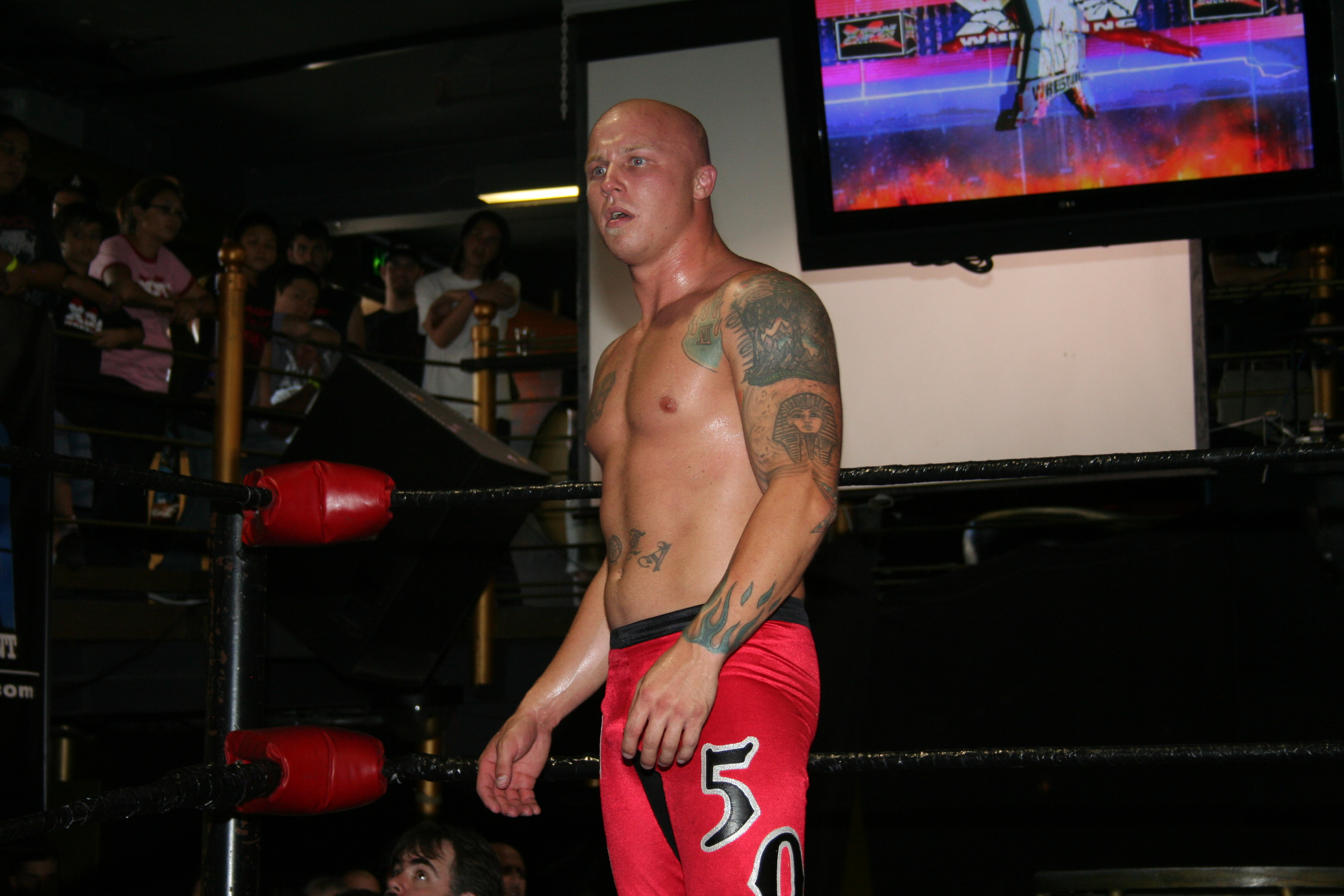
Hawx en el décimo aniversario de XPW en agosto de 2009

Cuando XPW cerró a principios de 2003, Hawxhurst cambió su nombre en el ring a Luke Hawx y también adoptó un atuendo más tradicional antes de reanudar el trabajo en el circuito independiente para varias promociones, incluidas Total Nonstop Action Wrestling, Ring of Honor, Combat Zone Wrestling y NWA Wildside.
En la grabación del 11 de noviembre de 2006 de Wrestling Society X de MTV, Hawx debutó para el programa en un esfuerzo perdido ante Human Tornado. En la grabación del día siguiente, Hawx se asoció con Al Katrazz en un esfuerzo ganador contra Kaos y Aaron Aguilera en un Tables, Ladders & Chairs Match. En la grabación del 14 de noviembre, Hawx y Katrazz volvieron a ganar después de derrotar a Keep It Gangsta (Ruckus y Babi Slymm) antes de perder ante The Trailer Park Boys (Nate Webb y Josh Raymond). En el episodio del 13 de febrero de 2007 de WSX, Hawx y Katrazz derrotaron a Kaos y Aguilera en una revancha de TLC. WSX cerró poco después.
El 4 de agosto de 2012 en Orlando, Florida, Hawxhurst derrotó a Jesse Neal para ganar el Campeonato de la Federación Continental de Lucha Libre.
Desde sus días en Extreme Rising, Hawx inició un feudo contra Matt Hardy. El 19 de julio de 2014 en la Shane Shamrock Cup de Maryland Championship Wrestling, Hawx y Hardy lucharon en un combate de TLC por el Hardys MCW Heavyweight Championship y el Hawx Extreme Rising World Championship (donde Hawx tenía el cinturón físico). Sin embargo, Hardy ganó el partido. Después del partido, Hardy le devolvió el cinturón a Hawx.
En 2016, Hawx fue dos veces campeón mundial de peso pesado en la Asociación Mundial de Lucha Libre, una organización de lucha británica dirigida por la familia de la luchadora femenina de la WWE Paige. Primero ganó el título al derrotar a Zak Knight el 14 de mayo, solo para perderlo ante el Sr. Anderson el 16 de septiembre. Hawk recuperó el título la noche siguiente en una revancha, manteniéndolo durante otros 91 días antes de perderlo ante Brad Slayer.

### Extreme Rising (2012–2014)
A principios de 2012, Shane Douglas anunció la fundación de la promoción Extreme Rising, con su evento inaugural, Extreme Reunion, que se celebrará el 28 de abril de 2012. En el evento, Hawx hizo su debut para la promoción como heel al expresar sus frustraciones sobre Douglas y el espectáculo de la reunión antes de que la seguridad lo escoltara fuera del edificio. Más tarde regresó para distraer a Stevie Richards en el combate inaugural del evento, que finalmente le costó a The Blue World Order su combate por equipos contra The Full Blooded Italians. El 29 de junio, Hawk pudo derrotar a Richards en un combate "Extreme Respect" tras la asistencia de Sylvester Terkay. La noche siguiente, Richards derrotó a Hawx en una revancha, pero fue atacado por Hawx después del combate. Hawx tomó el micrófono y una vez más llamó a Douglas antes de ser obligado a pasar a la seguridad trasera. Luego, Hawx compitió en el primer evento iPPV de Extreme Rising, Remember November, ingresando al Torneo del Campeonato Mundial Extreme Rising. Derrotó a Perry Saturn por sumisión en el primer asalto y luego interfirió en el evento principal, donde lesionó legítimamente a Matt Hardy durante el partido de Hardy contra Shane Douglas. El 1 de marzo de 2014, Hawx derrotó al campeón mundial Extreme Rising Stevie Richards en una lucha sin título en un evento de ECWA, luego de la interferencia de "The Greek God" Papadon. Posteriormente, Hawx tomó posesión del cinturón y se declaró nuevo campeón, lo que llevó a Extreme Rising a exigirle que devolviera el cinturón, mientras anunciaba que se había ganado una pelea por el campeonato el 26 de abril. Sin embargo, Hawx no devolvió el cinturón.

### World Wrestling Entertainment (2003; 2007–2010)
El 1 de septiembre de 2003, Hawxhurst, reutilizando su truco de Altar Boy Luke, hizo su debut en la World Wrestling Entertainment haciendo equipo con Mortis y derrotando a Big Bad Jon y Travis Tomko en un dark match por equipos antes de la grabación de SmackDown.
El 10 de julio de 2007, Hawxhurst recibió otra lucha de prueba de la WWE y perdió ante Chuck Palumbo en SmackDown! grabando en su ciudad natal de Nueva Orleans, Luisiana. En el episodio del 21 de marzo de 2008 de SmackDown, Hawx, junto con Chase Stevens y Andy Douglas, se enfrentaron y perdieron contra The Big Show en un combate de handicap 3 contra 1. En el episodio del 9 de junio de 2009 de ECW, Hawxhurst, como Luke Hawx, formó equipo con Kris Lewie en un esfuerzo perdido ante Vladimir Kozlov en un partido de handicap. En el episodio del 9 de febrero de 2010 de ECW, Hawxhurst, bajo el nombre de Perry Wallace, perdió ante Ezekiel Jackson.

## Filmografía
- Castle Falls (2021) como Preso #2
- Project Power (2020) como Bravucón
- Wounds (2019) como Marvin
- The Fate of the Furious (2017) como Miller
- Logan (2017) como Reaver
- kickboxer: Vengeance (2015) como Luchador 3
- The Mechanic (2010) acrobacias[14]
- Brother's Keeper (2010) acrobacias[14]
- Maskerade (2010) acrobacias[14]
- Wrong Side of Town (2010) acrobacias[14]
- The Dead Sleep Easy (2007) como Luchador 1[14]

## WildKat Sports
En junio de 2011, Hawxhurst y su compañero, el luchador profesional Orlando Jordan, fundaron WildKat Sports & Entertainment, una escuela de lucha libre profesional. ubicada en la ciudad natal de Hawxhurst, en Nueva Orleans (Luisiana).La escuela también es la sede de WILDKAT, que anteriormente se conocía como NWA WildKat durante su período de 10 meses como territorio de la National Wrestling Alliance. De allí ha salido una promoción de numerosos luchadores independientes locales, tales como Bu Ku Dao, Danny Flamingo, J Spade, Matt Lancie, Curt Matthews, Jared Wayne, Scott Phoenix, Jace Valor, Nathan Bradley, Reginald Gates, Steve Anthony, Stevie Richards y el propio Hawx.